# روضان الروضان
روضان الروضان (26 أبريل 1965 -)، نائب سابق في مجلس الأمة الكويتي، ووزير كويتي سابق.

## السيرة الاجتماعية
له من الأولاد 6 عبد العزيز ويعمل (محامي) ورئيس اتحاد الطلبة سابقا ، ومحمد ، وعبد الله ، ويوسف ، وحمد ، والبنات غالية.

## السيرة الذاتية
تقلد منصب نائب رئيس المجلس البلدي الكويتي ، ثم رئيس المجلس البلدي بدرجه وزير ، وشارك في انتخابات مجلس الأمة الكويتي 2006 في الدائرة التاسعة ، وحصل على المركز الثالث برصيد 2285 صوت  ، وشارك في انتخابات مجلس الأمة الكويتي 2008 في الدائرة الثالثة، وحصل على المركز السابع برصيد 6586 صوت وفاز بالانتخابات  ، وفي 12 يناير 2009 تم تعيينه وزيرا للصحة  ، وبعد انتخابات مجلس الأمة عام 2009 الذي ترشح بها بالدائرة الثالثة وحاز على المركز الأول وعين بعدها وزير دولة لشئون مجلس الوزراء ، و فاز بانتخابات مجلس الامه 2013 ..

## مواقفه في مجلس الأمة
| الكتل                                                                          | مستقل                                      |
| اللجان                                                                         | الميزانيات - حقوق الإنسان - المرافق العامة |
| قانون صندوق المعسرين                                                           | غير موافق                                  |
| الموازنة العامة للدولة                                                         | غير موافق                                  |
| قانون ضمان الودائع البنكية                                                     | مؤيد                                       |
| إعادة تشكيل اللجان المؤقتة                                                     | موافق                                      |
| تقرير اللجنة المالية الرافض لإقامة الدواوين                                    | موافق                                      |
| مقترح الحركة الدستورية الإسلامية في التحقيق في الشراكة مع داو والمصفاة الرابعة | غير موافق                                  |
| التحقيق في عمل فريق الإزالات                                                   | موافق                                      |
| مقترح اللجنة الثلاثية في التحقيق في داو والمصفاة الرابعة                       | موافق                                      |